# Jean Renoir
Jean Renoir (15. září 1894 Paříž – 12. února 1979 Beverly Hills) byl francouzský a později americký režisér, scenárista, producent, herec a spisovatel. Jako filmový režisér a herec natočil více než čtyřicet filmů od dob němé éry až po konec 60. let. Jako spisovatel napsal biografii svého otce v knize Renoir, My Father (1962).

## Biografie

### Začátky
Jean Renoir se narodil v roce 1894 ve čtvrti Montmartre v Paříži. Jeho matka Aline Charigot stávala jako modelka jeho otci Augustu Renoirovi, vzali se v roce 1890. Jean Renoir je pokřtěn v roce 1896 v kostele Saint-Pierre de Montmartre v Paříži. Jeho kmotrou je Jeanne Baudot a jeho kmotrem Georges Durand-Ruel.
Po střední škole se Jean Renoir od roku 1912 angažuje v armádě. Na počátku první světové války, v roce 1914, slouží Renoir jako četař u 3. perutě francouzského 1. regimentu přezdívaného "régiment de dragons" (regiment draků). Jeho nadřízeným je v té době kapitán Louis Bossut, který mohl Renoirovi posloužit jako model pro postavu kapitána Boëldieua ve Velké iluzi.
V dubnu 1915 je při letu nad Alpami v Alsasku zasažen do stehenní kosti, což u něj způsobí doživotní kulhání. Nakonec se díky profesorovi Laroyennovi z Lyonu vyhne amputaci této končetiny. Během pobytu v nemocnici v Besançonu v červnu 1915 se dozvídá o smrti své matky v nemocnici v Nice. Po návratu do Paříže tráví čas po boku svého otce a pařížská kina navštěvuje až dvacetpětkrát za týden. Mezi jeho oblíbené filmy v té době patří například filmy Charlieho Chaplina. Roku 1916 se opět vrací na frontu a slouží v letectvu, kde zranění nohy není překážkou. Je přidělen k průzkumné letce a učí se zde fotografovat.
V roce 1920 se Jean Renoir stěhuje do francouzského Cagnes a bere si jednu z žen, které stály modelem jeho otci Andréu Heuschlingovou. Jean, který z ní chce udělat filmovou hvězdu, píše scénář pro film Catherine, který financuje ze svých zdrojů a režii přenechává Jeanu Dieudonnéovi. Andrée Heuschling se nechává přejmenovat na Catherine Hessling. Výsledný film je pro Renoira zklamáním, ale z neúspěchu viní sám sebe. V roce 1924 je však nadšen z filmu Ericha von Stroheima Šílené ženy a rozhoduje o pokračování své kariéry.
Jeho první hraný film La fille de l'eau (1924) je bukolická bajka impresionistického stylu, ve které hraje jeho mladá manželka a starší bratr Pierre Renoir. Film je přijat vlažně, ale to Renoira neodradí. Krátce poté, v roce 1926, točí film Nana inspirovaný románem Émila Zoly. Aby mohl financovat tento drahý film, prodává Renoir cennosti zděděné po svém otci. Kvůli komerčnímu neúspěchu filmu se na čas stahuje z filmové produkce. Následuje řada filmů s rozdílnou inspirací: La petite Marchande d'allumettes (1928) podle tvorby Hanse Christiana Andersena (navíc inspirován expresionismem), válečná komedie Tire-au-flanc (1928) nebo Renoirův první mluvený film On purge bébé (1931) podle námětu Georgese Feydeaua.
V roce 1927 Renoir přijímá menší roli ve filmu La P'tite Lili od Alberta Cavalcantiho, aby pomohl Catherine Hessling stát se filmovou hvězdou. Překvapivou náhodou si v tomto filmu Renoir zahrál se svými třemi životními láskami: první manželkou Catherine Hessling, Marguerite Renoir a Dido Freire, která se později stala druhou ženou.

## Filmová kariéra
Své první filmy financoval mladý Renoir z prodeje několika obrazů svého otce. Hlavní roli v jeho avantgardistických němých filmech hraje Andrée Heuschlingová, poslední modelka jeho otce. Hrála hlavní role v raných Renoirových produkcích pod jménem Catherine Hesslingová a on se s ní v roce 1919 oženil. Jeho první zvukový film On purge bébé (1931) znamenal velký komerční úspěch. Realistické uplatnění zvuku se stal jedním z charakteristických znaků jeho díla. Jeho filmy Velká iluze (1937) a Pravidla hry (1939), dnes v dějinách filmu označované za klasické, byly při svém uvedení silně kritizovány. V roce 1940 emigroval do USA, kde získal smlouvu u 20th Century Fox. Podařilo se mu asimilovat se v americkém filmovém průmyslu. Jeho filmy byly relativně úspěšné. Nejvyšší boss firmy Fox, Darryl F. Zanuck prohlásil: „Renoir má velký talent, ale není jedním z nás.“ Po druhé světové válce pracoval opět v Evropě a natočil v Indii film Řeka (1950). André Bazin a kritikové kolem časopisu Cahiers du Cinéma byli první, kdo poukazovali na velkou modernost díla Renoira, který filmem Toni (1935) předjímal neorealismus a v roce 1959 snímkem Snídaně v trávě vytvořil film Nové vlny. Do Francie se již nevrátil a žil v Hollywoodu. Televizní produkce Malé divadlo Jeana Renoira (1969) byla jeho posledním filmem. V roce 1975 byl za celoživotní dílo oceněn Oscarem. Jean Renoir zemřel 12. února 1979 v Hollywoodu.

## Zajímavosti

### Hvězdy
K jeho oblíbeným hercům patřili Michel Simon a Jean Gabin. Simon, narozen r. 1895 v Ženevě, vystupoval v roce 1929 ve vojenském mundúru ve filmu Ulejvák Jeana Renoira. Jeho role v Renoirových filmech sahají od malého úředníčka, který se nechá svést ve snímku Fena (1931), až po anarchistického tuláka v Boudu z vody vytažený, který odmítá jakékoli začlenění do měšťácké společnosti. Jean Gabin, ročník 1904, hrál u Renoira silné typy, kteří, pokud je to nezbytné, jdou za svou představou i proti zdi, i když vědí, že se přitom zraní. Simon i Gabin jsou svým sklonem k přehrávání absolutními renoirovskými hvězdami. Renoir: "Neexistuje žádné přehrávání. Herec hraje buď dobře, nebo špatně."

## Vybraná filmografie

### Režisér
- Desátník smolař (1962)
- Snídaně v trávě (1959)
- Závěť doktora Cordeliera (1959)
- Elena a muži (1956)
- Francouzský kankán (1954)
- Řeka (1951)
- The Woman on the Beach (1947)
- Deník komorné (1946)
- The Southerner (1945)
- Porobená země (1943)
- Bažiny (1941)
- Pravidla hry (1939)
- Člověk bestie (1938)
- Marseillaisa (1938)
- Velká iluze (1937)
- Na dně (1936)
- Výlet do přírody (1936)
- Zločin pana Langa (1936)
- Toni (1935)
- Boudu z vody vytažený (1932)
- Fena (1931)
- La Petite marchande d'allumettes (1928)
- Sur un air de Charleston (1927)

### Herec
- Závěť doktora Cordeliera (1959)
- Pravidla hry (1939)
- Člověk bestie (1938)
- Výlet do přírody (1936)